# والديمار ليفي كاردوسو
والديمار ليفي كاردوسو (Waldemar Levy Cardoso) من مواليد 04 ديسمبر 1900 ب ريو ديجانيرو بالبرازيل. هو أخر من عمل مارشال بالقوات البرازيلية .
توفي 13 ماي 2009.

## أصوله
تعود أصوله إلى اليهود المغاربة واليهود الجزائريين.

## تحوله الديني
في عام 1953 تحول والديمار من اليهودية إلى الكاثوليكية المسيحية.